# Honderd ruggen
Honderd ruggen is een lied van de Nederlandse rapper Lil' Kleine. Het stond in 2022 als dertiende track op het album Ibiza stories.

## Achtergrond
Honderd ruggen is geschreven door Jorik Scholten, Rafael Maijnard, Serrano Gaddum en Julien Willemsen en geproduceerd door $hirak en SRNO. Het is een nummer dat past in het genre nederhop. In het lied rapt de artiest over zijn rijkdommen en hoe andere mensen over hem en hoeveel hij verdient, praten. 

## Hitnoteringen
De artiest had bescheiden succes met het lied in Nederland. Het kwam tot de vijfde plaats van de Single Top 100 in de vijf weken dat het in deze hitlijst te vinden was, ondanks dat het niet als single, maar enkel als albumtrack was uitgebracht. De Top 40 en haar Tipparade werden niet bereikt.